# Brachyglossula
Brachyglossula is een geslacht van vliesvleugelige insecten uit de familie Colletidae.

## Soorten
- B. boliviensis (Vachal, 1901)
- B. bouvieri (Vachal, 1901)
- B. communis Trucco Aleman, 1999
- B. leucothorax Trucco Aleman, 1999
- B. martinezi Trucco Aleman, 1999
- B. stolorum Trucco Aleman, 1999
- B. virescens Trucco Aleman, 1999